# Липа Нащокина
Ли́па Нащо́кина (лат. Tília nasczokínii) — дерево или крупный кустарник, вид рода Липа (Tilia) семейства Мальвовые (Malvaceae); ранее род Липа обычно выделялся в самостоятельное семейство Липовые (Tiliaceae). Редкий, реликтовый, эндемичный вид, встречающийся только в Красноярском крае.

## Название
Липа Нащокина названа в честь одного из ботаников, исследовавших данный вид — Владимира Дмитриевича Нащокина (заповедник «Столбы», Институт леса имени В. Н. Сукачёва Сибирского отделения Российской Академии наук, город Красноярск).

## Биологическое описание
| |
| |
| Сверху: Цветок с насекомым-опылителем; видна ребристо-опушённая завязь. Снизу: Шерстисто опушённая рыжими волосками завязь и пестик с лопастным рыльцем. |

Листопадное дерево, достигающее высоты 20 м. Иногда образует куртину и выглядит как крупный кустарник, наподобие черёмухи. Кора трещиноватая, тёмно-серая или чёрная. Почки яйцевидно-овальные, 4—9 мм длины, 2,5—4 мм ширины, с тремя почечными чешуями. Молодые побеги скудно опушённые, быстро оголяющиеся. Годовалые ветви коричневые.
Листья округло-овальные или овальные, кососердцевидные или с усечённым (иногда клиновидным) основанием. Листья на одном побеге всегда различаются по форме и размерам: чем выше лист, тем он более вытянутой, удлинённой формы, тем основание менее сердцевидное (вплоть до усечённого или клиновидного). Наиболее крупные листья бывают в средней части побега. Листья, закончившие рост, достигают 5—9 см длины и 5—8 см ширины, а на порослевых побегах — 15 см длины и 11 см ширины. Край листовой пластинки крупнозубчатый или пильчатый, причём зубцы имеют особую форму, по которой вид статистически достоверно отличается от лип сердцевидной, сибирской и амурской, проявляя большее тяготение к последнему виду. Зубцы широко-треугольно-округлые с резко оттянутой верхушкой.
Соцветия малоцветковые (от одного до трёх цветков), в отдельных случаях, очень редко, количество цветков может достигать пяти. Цветки 0,8—1 см в диаметре. Прицветный лист 3—6 см длиной, 1—1,6 см шириной, на ножке 0,5—2 см Завязи ребристо-опушённые белыми (на ранних стадиях развития), позднее рыжеющими волосками. Ребристость завязи обусловлена чередованием друг с другом продольных рядов длинных и коротких волосков. Лопасти рыльца вытянутые, образуют звезду .
Плоды — орешки, приплюснуто-шаровидные, войлочно-рыжеватые, с 1—3 семенами. Зародыш в семенах, в отличие от других видов лип, недоразвитый. Доразвитие происходит после опадания плодов.

## Распространение
Липа Нащокина распространена в южной Сибири. Известна только из низкогорной, приенисейской части Восточного Саяна, в окрестностях города Красноярска.

## Экология
Произрастает в смешанных и сосновых лесах подтаёжной полосы Восточного Саяна в пределах высот 300—500 м над уровнем моря. В отличие от липняков Западной Сибири, приуроченных к черневым, более влажным условиям, сообщества с участием липы Нащокина растут в более суровых условиях. Хотя первые исследователи липы (Яков Прейн  и  М. М. Ильин ) отмечали, что условия существования липы настолько неблагоприятны, что она осталась только в вегетативном состоянии, на деле это оказалось не так.
Более детальное исследование липы, в том числе условий её существования, впервые провели Т. Н. Буторина, В. Д. Нащокин и Д. Д. Нащокин в 1938—1958 гг. Так, В. Д. и Д. Д. Нащокиными была даже составлена карта растительности единственного известного на тот момент местонахождения липы на Манском займище. Позднее, когда в 1951 году Т. Н. Буториной и В. Д. Нащокиным было достоверно установлено второе местонахождение липы близ границ заповедника «Столбы» (ручей Каштак), ими также были подробно изучены и условия существования вида. Этими исследователями было установлено, что несмотря на относительно суровые условия, липа к ним хорошо приспособилась и представлена не только вегетирующими кустами, но и регулярно цветущими и плодоносящими деревьями.
| |  |
| Слева: ветвь с листьями; окрестности Красноярска, ручей Каштак близ границы заповедника «Столбы». Справа: часть ветки с листьями и молодыми завязями; гербарный образец. |  |

Условия на Манском займище на ручье Каштак оказались довольно схожими. Исходный тип леса, в котором встречается липа, одинаков: светлохвойные разнотравные леса на бурых и темно-бурых лесных почвах, приуроченные к нижним лесным поясам Восточного Саяна. Все различия в древостое, отмеченные в красноярских «липняках», обусловлены исключительно хозяйственной деятельностью человека. Сообщества с участием липы Нащокина отмечены на юго-западных и юго-восточных склонах невысоких грив (с них начинается Восточный Саян) коренных берегов р. Енисея и в пониженной, приенисейской части Манского замища — на дюнных всхолмлениях. Во всех случаях местонахождения граничат со степными безлесными склонами и выходами известковых скал. Последнее, очевидно, обусловливает тот факт, что в почвах, на которых растёт липа под Красноярском, всегда много извести.
Флористический состав сообществ, в которых встречается липа Нащокина, сильно отличается от такового, характерного для ближайших кузедеевских липняков Кузнецкого Алатау. Здесь отсутствуют типичные спутники липы, такие как подлесник (Sanicula), Копытень европейский (Asarum europaeum), Герань Роберта  (Geranium robertianum), Воронец колосистый  (Actaea spicata) и другие, обильно там представдленные.
Основной травянистый покров в красноярских липовых сообществах типичен для подтаёжных средне-сибирских сосняков. Это осочка (Carex macroura) и разнотравье (костяника (Rubus saxatilis), Подмаренник северный  (Galium boreale), Кровохлёбка лекарственная  (Sanguisorba officinalis), Чина Фролова  (Lathyrus frolovii ) и другие) с элементами крупнотравья (Василистник малый  (Thalictrum minus), Борщевик рассечённый  (Heracleum dissectum), Какалия копьевидная  (Cacalia hastata) и другие) и примесью других видов (мелкотравья, степных, боровых и прочих). Чаще всего это Ирис русский  (Iris ruthenica), Купальница азиатская  (Trollius asiaticus), виды Венериных башмачков  (Cypripedium), Чина Гмелина  (Lathyrus gmelinii), Первоцвет крупночашечковый (Primula macrocalyx), брусника (Vaccinium vitis-idaea), Молочай желтеющий (Euphorbia pilosa), Молочай енисейский (Euphorbia jenisseensis) и другие.

Другие детали условий произрастания липы на Манском займище были описаны ещё в 1895 году Я. П. Прейном: 
«Липа растёт теперь по склону … хребта, обращённому к Енисею, но до нижней его части нигде не доходит; точно также не встречается нигде и по самым гривам. Склоны этого хребта только у Караульной и Минжуля (реки, ограничивающие хребет — примечание) представляют громадные скалистые выходы известняков…, а на остальном его протяжении местами имеются только незначительные выходы горной породы; впрочем, более или менее крупные обломки почти везде залегают близко от поверхности. Склон хребта, на котором попадается липа, обращён к солнцу и то покрыт высокой, густой травой, то низкими, реже растущими степными травами, кустарниками Spiraea и Cotoneaster, то березняком и осинником, а то, наконец, что замечается чаще, сосной, лиственницей, березой и осиной, которые иногда образуют более густые насаждения, а иногда расположены группами из далеко отстоящих друг от друга деревьев, образуя т.о. безлесные прогалины. Сосна иногда является здесь и толстой, и высокой;… Более крупные деревья растут там или на более крутых склонах, или ближе к гриве хребта, — вообще, чаще на таких местах, где почему-либо их труднее было срубать. Описываемый склон хребта не совершенно ровен, а там и сям по нему низбегают к займищу б.ч. неглубокие ложбины, в которых зимою набивается снег, и по которым весною течёт вода. Травянистая растительность этих ложбин отличается высотою, густотою и яркою, свежею зеленью…».
Я. П. Прейном подробно исследовано Манское местонахождение липы и выявлен видовой состав растений этих мест, который представлен отдельным списком. Кроме типичных таёжных и степных видов, были найдены и редкие, реликтовые в условиях Сибири травы, являющиеся по природе, как и липа, неморальными: Сердечник недотрога (Cardamine impatiens), Двулепестник парижский  (Circaea lutetiana), Ветреница енисейская  (Anemone jenisseensis) (у Прейна — Anemone ranunculoides) и ряд других. Сердечник недотрога настолько редок в этих местах, что после Прейна вид был отмечен примерно в этом же районе лишь спустя 110 лет на островах по Енисею 

## История открытия
Первые, почти одновременные, сведения о произрастании липы под Красноярском принадлежат естествоиспытателю И. С. Пестову (1833) и губернатору Енисейской губернии А. П. Степанову (1835).
И. С. Пестов сообщал о том, что незадолго до момента написания им книги липа появилась на берегах Енисея в Частоостровской волости (это несколько ниже города Красноярска по Енисею, в том числе территории нынешнего ЗАТО Железногорска). Это были небольшие кусты — «не более 1½ аршин вышиною». Сразу же после этого «при самом почти начале жители стали её истреблять, пересаживая в свои сады, где она по большей части засыхала».
О произрастании липы в похожих местообитаниях пишет также и губернатор А. П. Степанов в своей книге «Енисейская губерния»: «липа в виде кустарника и то как будто на показ, есть на одном острове Енисея в недалеком разстоянии от устья р. Качи» (остров в указанном месте существует, его название — Татышев; в 2000-х годах это фактически центр города Красноярска).

Наиболее подробно липу под Красноярском изучили Т. Н. Буторина и В. Д. Нащокин (1958). Ими было проведено подробнейшее геоботаническое обследование местообитаний вида, изучены фенология, экология липы. Впервые на своеобразие красноярской липы обратила внимание Т. Н. Буторина (в этой же работе). Сравнив её с липами сибирской и сердцевидной, их морфологией, фенологией и экологией, Т. Н. Буторина даже предложила для растений особый таксономический ранг «Tilia sibirica subsp. jenisseensis Butor.». К сожалению, не были выполнены формальные требования к описанию нового таксона (латинский диагноз, типификация) и, таким образом, выделенная «липа енисейская» осталась «nomen nudum» — не обнародованной. Тем не менее, после Т. Н. Буториной на специфичность красноярской липы стали обращать внимание и другие специалисты — монографы флоры Красноярского края. Так, Л. М. Черепнин (1963) пишет: 
«Наша липа несколько отличается от типичной Tilia sibirica меньшим количеством цветков и плодов в соцветии…и плодами… У всех наших дикорастущих лип указанные признаки вполне устойчивы и свидетельствуют об их единстве происхождения. Т. Н. Буторина вполне обоснованно рассматривает нашу липу как подвид…»
Другой монограф — А. В. Положий во «Флоре Красноярского края» (1977) также не отрицает своеобразие красноярской липы, но высказывается за необходимость дальнейшего её изучения и невозможности принять по причине отсутствия правильного обнародования таксона (нет латинского диагноза).
Спустя 35 лет после таксономических исследований Т. Н. Буториной к вопросу о своеобразии липы вернулся Н. В. Степанов (1992). Первоначально (с 1988 г.) его поиски дикорастущей липы были безрезультатны, но в 1990 г. по специально нарисованным Т. Н. Буториной планам мест произрастания липы, была обнаружена её популяция на Каштаке, а позднее и на Манском займище. Учитывая характер сходства-различия группы видов родства Tilia cordata, были выявлены таксономически значимые признаки и выяснено, что красноярская липа сильнее отличается от пары Tilia cordata — Tilia sibirica, чем они между собой. На этом основании было выдвинуто предположение о видовом статусе красноярской липы и сделано его номенклатурное описание как «Tilia nasczokinii» (Степанов, 1993). Первоначально, на гербарных образцах, переданных в Ботанический институт РАН, была сделана пометка «Tilia krasnojarica», но позднее в номенклатурных цитатах было указано на тождественность этих названий (Степанов, 1992). В публикации «Ботанического журнала» (Степанов, 1993) рецензентом из номенклатурной цитаты была удалена информации о тождественности липы красноярской и Нащокина, что вызвало позднее мнение о «невозможности применить название T.nasczokinii по формальным причинам» (Власова, 1996) так как «название номенклатурного типа… не совпадает с опубликованным». То, что это не так, можно выяснить из номенклатурной цитаты более ранней публикации (Степанов, 1992).
В начале 2000-х гг. номенклатурная ситуация с липой Нащокина осложнилась тем, что были утеряны типовые образцы в Ботаническом институте РАН и в Новосибирске (Центральный сибирский ботанический сад СО РАН). Позднее образцы были найдены и оцифрованы.  Часть образцов сохранилась также в гербарии Сибирского федерального университета в Красноярске. Авторы «Флоры Сибири» (Власова, 1996) не согласились с каким бы то ни было таксономическим статусом красноярских лип. При этом были приведены следующие аргументы: 
«Для древесных растений традиционно используется в качестве диагностических признаки листовой пластинки, коры, формы кроны и т. д. Признаки рыльца практически не используются…, то же относится и к опушению завязей и, в некоторой степени, плодов». Дополнительным аргументом явилось то, что «очевидно, понимая „незаконность“ данного названия (липа Нащокина), автор вида (Степанов, Флорогенетический анализ, 1994) отказывается от него и приводит в настоящее время Tilia cordata Miller».
 На самом деле в цитированной работе автор не отказывался от липы Нащокина, приводя «Tilia cordata Miller». Данная работа касалась иного региона, находящегося в пределах Западного Саяна, в то время как Липа Нащокина была известна и описана из Восточного Саяна. Отвергая липу Нащокина, автор «Флоры Сибири» (Власова, 1996) не смогла решить задачу: с каким же из видов лип следует отождествить (синонимировать) красноярскую липу. Позднее популяции вида изучались А. Д. Сорокиным (2006), нашедшим дополнительные признаки специфичности липы Нащокина.

## Охрана вида
Липа Нащокина — редкий, реликтовый, эндемичный вид, существенно сокративший свой и без того небольшой ареал за время, прошедшее с его открытия. Вид с 2005 года находится под охраной: внесён в «Красную книгу Красноярского края». Популяции, находящиеся на Манском займище, предложено охранять посредством создания там биологического заказника. Популяция на ручье Каштак находится в охранной зоне заповедника «Столбы». Однако, принятые меры не снимают угрозу исчезновения вида, так как антропогенный фактор, влияющий на липу Нащокина, слишком многомерен. Наибольшую опасность в начале XXI века представляют лесные пожары, порубка деревьев и особенно расширение дачного строительства в районе Манского займища.

## Классификация

### Таксономическая схема
Вид Липа Нащокина относится к роду Липа (Tilia) семейства Мальвовые (Malvaceae).
|  |                  |  |                     |                          |                       |  | ещё 45 порядков покрытосеменных (согласно Системе APG II) | ещё 45 порядков покрытосеменных (согласно Системе APG II) |                                           |  |  |  | ещё около 204 родов | ещё около 204 родов |  |  |
|  |                  |  |                     |                          |                       |  | ещё 45 порядков покрытосеменных (согласно Системе APG II) | ещё 45 порядков покрытосеменных (согласно Системе APG II) |                                           |  |  |  | ещё около 204 родов | ещё около 204 родов |  |  |
|  |                  |  |                     | отдел Цветковые растения |                       |  |                                                           |                                                           | семейство Мальвовые                       |  |  |  |                     | вид Липа Нащокина   |  |  |
|  |                  |  |                     | отдел Цветковые растения |                       |  |                                                           |                                                           | семейство Мальвовые                       |  |  |  |                     | вид Липа Нащокина   |  |  |
|  | царство Растения |  |                     |                          | порядок Мальвоцветные |  |                                                           |                                                           | род Липа                                  |  |  |  |                     |                     |  |  |
|  | царство Растения |  |                     |                          |                       |  |                                                           |                                                           |                                           |  |  |  |                     |                     |  |  |
|  |                  |  | ещё около 21 отдела | ещё около 21 отдела      |                       |  |                                                           | ещё 10 семейств (согласно Системе APG II)                 | ещё 10 семейств (согласно Системе APG II) |  |  |  | ещё около 40 видов  |                     |  |  |
|  |                  |  |                     | ещё около 21 отдела      |                       |  |                                                           |                                                           | ещё 10 семейств (согласно Системе APG II) |  |  |  |                     |                     |  |  |